# Bistum San Jose
Das Bistum San Jose (lat.: Dioecesis Sancti Iosephi in Insulis Philippinis) ist eine auf den Philippinen gelegene römisch-katholische Diözese mit Sitz in San Jose.

## Geschichte

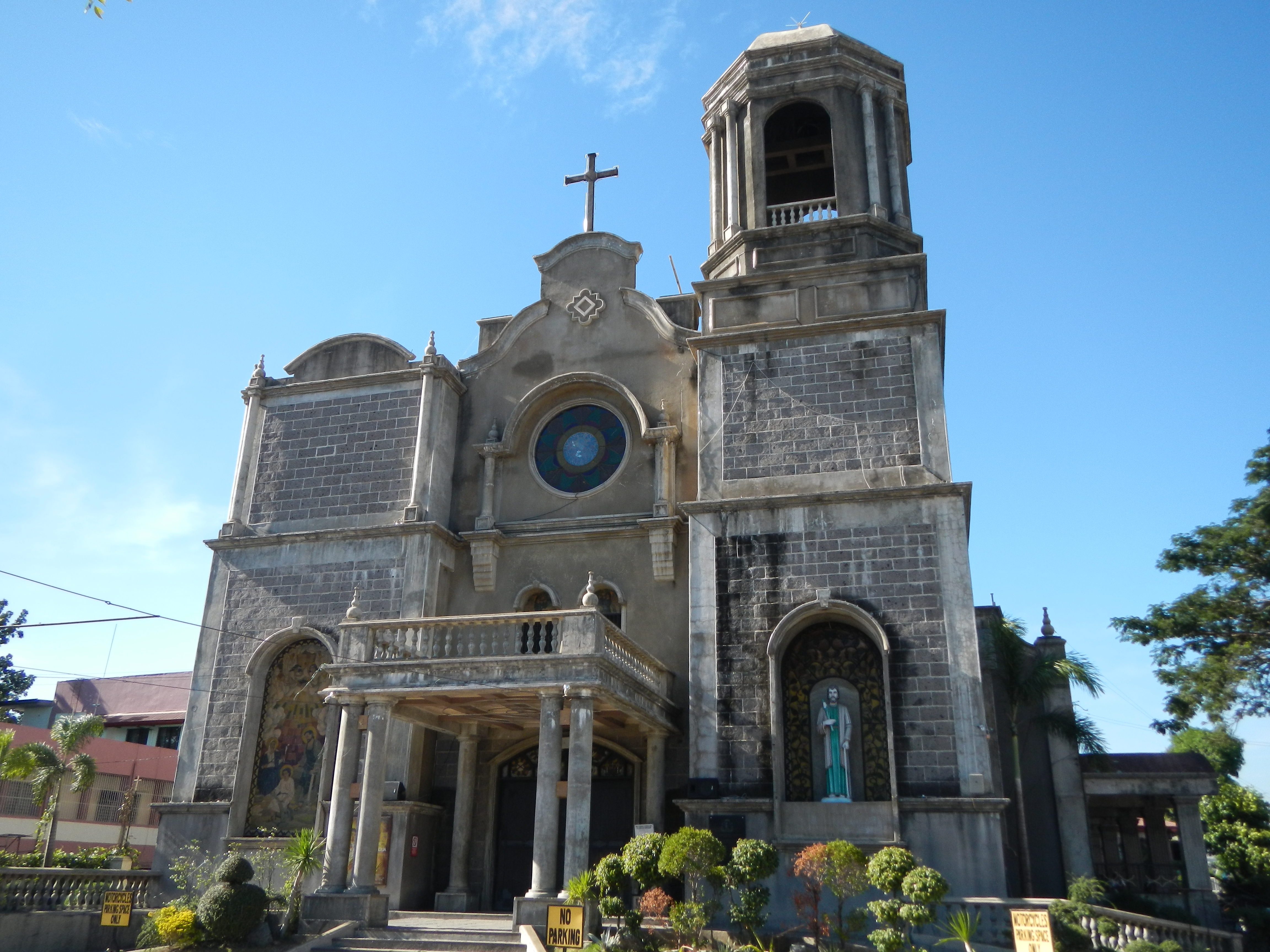
Cathedral of St. Joseph

Das Bistum San Jose wurde am 16. Februar 1984 durch Papst Johannes Paul II. mit der Apostolischen Konstitution Saepe catholicorum aus Gebietsabtretungen des Bistums Cabanatuan errichtet und dem Erzbistum Lingayen-Dagupan als Suffraganbistum unterstellt.
Es umfasst den nördlichen Teil der Provinz Nueva Ecija.

## Bischöfe von San Jose
- Florentino Ferrer Cinense, 1984–1985, dann Koadjutorbischof von Tarlac
- Leo Murphy Drona SDB, 1987–2004, dann Bischof von San Pablo
- Mylo Hubert Claudio Vergara, 2005–2011
- Roberto Calara Mallari, 2012–2024, dann Bischof von Tarlac
- Sedisvakanz, seit 2024